# Cheryl Lu-Lien Tan
Cheryl Lu-Lien Tan és una escriptora i periodista singapuresa establerta a Nova York. Ha estat membre activa de l'Associació de Periodistes Asiàtics Americans, i ha publicat i coeditat alguns best-sellers.
Nascuda i criada a Singapur, amb divuit anys es va traslladar als Estats Units per estudiar periodisme a la Universitat Northwestern, a Evanston. Com a periodista, ha treballat per al diari Wall Street Journal, la revista In Style i Baltimore Sun, i ha publicat històries en mitjans de comunicació influents, com ara The New York Times, The Paris Review, The Washington Post, Foreign Policy o Newsweek, entre molts d'altres.

## Obra
- A Tiger in the Kitchen (Hyperion, 2011)[6][7]

- Sarong Party Girls (William Morrow, 2016)[8][9]

- Singapore noir (Akashic Books, 2014)[10] com a editora
- Anonymous sex (Scribner Books, 2022) com a cocreadora i coeditora